# De Franchi (famiglia)

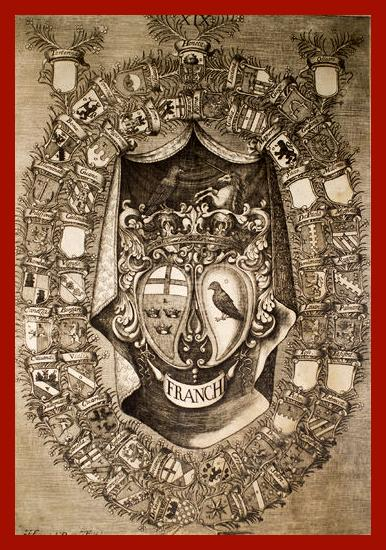
Insegna dell'Albergo De Franchi (dal Franzoni)

Secondo Gio Andrea Ascheri, a Genova, il cognome De Franchi non era di famiglia ma di Albergo comprendente diverse Famiglie. 
A partire dall'anno 1393 vi furono aggregate le famiglie: Della Torre, Figoni, Tortorino, Vignosi, Lusardo, Guani, Magnerri, Sacchi, de Pagana, de Paolo, de Levanto, Calcinara.
Ed inoltre, dal 1406 al 1459, le famiglie: Giulla, Bolgaro, Coccarello, Viale, Bondinari, Toso, Boccanegra.
Nell'anno 1500 tutte le famiglie dell'Albergo De Franchi furono inscritte nel colore dei mercanti e di fazione popolare ghibellina, abbandonarono definitivamente il loro cognome (salvo rare eccezioni) ed assunsero il cognome De Franchi.
Nel 1528 furono sciolti gli Alberghi con meno di sei case, ma i De Franchi, avendo sei case in Genova, fecero parte dei 28 Alberghi nobili della riforma doriana.
All'Albergo De Franchi furono aggregate quindi le Famiglie:
Bombello, Bona, Cavana, Conestagio, de Franceschi, de Giorgi, Giovo, Giussano, Illuminati, Luciani, Magnerri, Millomini, Monterosso, Molfino, Da Novi, Oneto, Palmaro, Partenopeo, Pelissone, Delle-Piane, Rebrocchi, Reggio, Roisecco, Sestri, Tassistro, e Verrina.